# 基蘭·奧馬利
基蘭·奧馬利（英語：Kieran O'Malley；1988年5月12日—）是一位英國排球運動員，出生在西約克郡西約克郡。他代表英國國家男子排球隊參加了2012年倫敦奧運會的排球比賽。